# Eskovia exarmata
Espèce
Synonymes
- Minicia exarmata Eskov, 1989

Eskovia exarmata est une espèce d'araignées aranéomorphes de la famille des Linyphiidae.

## Distribution
Cette espèce se rencontre au Canada au Yukon et en Russie en République de Sakha, dans l'Oblast de Magadan, en Tchoukotka et dans le Kraï du Kamtchatka.

## Description
Les mâles mesurent de 1,48 à 1,50 mm et les femelles de 1,60 à 1,70 mm.

## Publication originale
- Eskov, 1989 : New Siberian species of erigonine spiders (Arachnida, Aranei, Linyphiidae). Spixiana, vol. 11, p. 97-109 (texte intégral).